# Ґордон Лоу
Ґордон Лоу (англ. Gordon Lowe; 21 червня 1884 — 17 травня 1972) — колишній британський тенісист.
Найвищу одиночну позицію світового рейтингу — 8 місце досяг 1914 року (за даними А. Волліса Маєрса).
Здобув 82 одиночні титули.
Перемагав на турнірах Великого шолома в одиночному розряді.

## Фінали турнірів Великого шолома

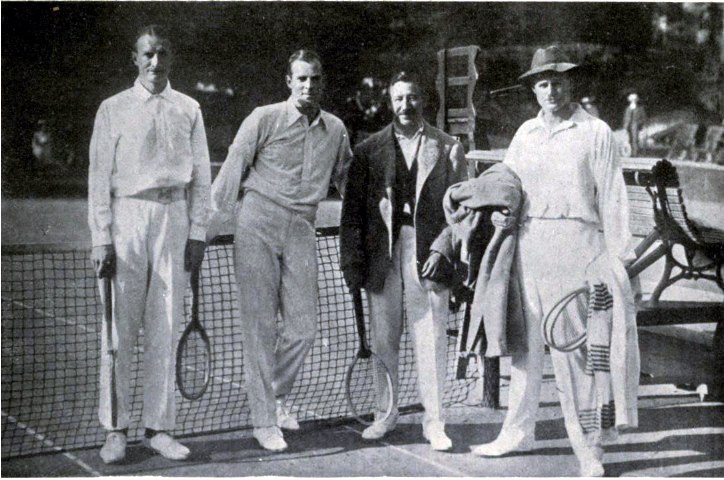
Ґордон Лоу (ліворуч) у Каннах, 1914 рік

### Одиночний розряд (1 перемога)
| Результат | Рік  | Турнір                | Покриття | Суперник   | Рахунок            |
| --------- | ---- | --------------------- | -------- | ---------- | ------------------ |
| Перемога  | 1915 | Чемпіонат Австралазії | Трава    | Горас Райс | 4–6, 6–1, 6–2, 6–4 |

### Парний розряд (3 поразки)
| Результат | Рік  | Турнір                | Покриття | Партнер       | Суперники                         | Рахунок            |
| --------- | ---- | --------------------- | -------- | ------------- | --------------------------------- | ------------------ |
| Поразка   | 1912 | Чемпіонат Австралазії | Трава    | Алфред Біміш  | Джеймс Сесіл Парк Чарлз П. Діксон | 4–6, 4–6, 2–6      |
| Поразка   | 1915 | Чемпіонат Австралазії | Трава    | Берт Ст. Джон | Горас Райс Кларенс Тодд           | 6–8, 4–6, 9–7, 3–6 |
| Поразка   | 1921 | Вімблдонський турнір  | Трава    | Артур Лоу     | Рендолф Лайсетт Макс Вуснам       | 3–6, 0–6, 5–7      |